# Trifolium scutatum
Trifolium scutatum är en ärtväxtart som beskrevs av Pierre Edmond Boissier. Trifolium scutatum ingår i släktet klövrar, och familjen ärtväxter. Inga underarter finns listade i Catalogue of Life.